# 2009 au Bahreïn
Cet article présente les faits marquants de l'année 2009 au Bahreïn.

## Évènements
- Mercredi 11 février 2009 : Le président français Nicolas Sarkozy est en visite à Manama, deuxième étape de sa tournée dans des monarchies du Golfe, pour s'entretenir puis déjeuner avec le roi Hamad bin Isa Al Khalifa. Deux accords de coopération devront être signés entre la France et Bahreïn : l'un dans le domaine militaire, l'autre dans celui de l'énergie nucléaire civile.

- Dimanche 22 février 2009 : L'ambassadeur d'Iran à Manama, Amir Hussein Abdelahyane, a fait savoir au ministre des Affaires étrangères, cheikh Khalid ben Ahmed al-Khalifah que l'Iran respecterait désormais la souveraineté de Bahreïn et qu'il ne voulait pas « rouvrir les dossiers du passé » concernant ses revendications sur le royaume car cela « ne sert pas les intérêts des peuples de la région ». Le cheikh Khaled a assuré que « Bahreïn ne veut pas revenir en arrière et aspire à de meilleures relations avec l'Iran pour garantir la sécurité et la stabilité de la région ».

- Samedi 11 avril 2009 : Le ministre de l'Intérieur le cheikh Rached Ben Abdallah Al-Khalifa annonce l'amnistie par le souverain de 178 personnes condamnées ou poursuivies pour des affaires de sécurité, dont un dirigeant de l'opposition chiite. Parmi les personnes bénéficiant de cette amnistie : Hassan Mesheima, secrétaire général du Mouvement des libertés et de la démocratie (MLD - opposition chiite), Abdeljalil Alsingace, porte-parole du Haq, le nom arabe du MLD, et Mohamed al-Moqdad, un dignitaire religieux, soupçonnés d'avoir préparé des attentats lors des célébrations de la fête nationale, le 16 décembre dernier.

- Dimanche 26 avril 2009, Formule 1  : Le Britannique Jenson Button (Brawn GP) remporte le Grand Prix de Bahreïn, quatrième des dix-sept épreuves du Championnat 2009 de Formule 1, sur le circuit de Sakhir.

- Vendredi 1er mai 2009 : Le ministre de l'Intérieur, cheikh Rached ben Abdallah al-Khalifa, annonce l'arrestation de 2 personnes suspectées de préparer « des attaques terroristes dans le royaume de Bahreïn et dans d'autres pays du Golfe ». Le ministre a par ailleurs mis en garde contre « le danger des sites internet terroristes […] dont le but est de détourner la jeunesse et de l'endoctriner […] pour [la] recruter au sein d'organisations terroristes ».